# Nomenclatura di Plutone
La nomenclatura di Plutone è il sistema utilizzato per identificare le strutture sulla superficie di Plutone. Come per gli altri corpi celesti, il compito di assegnare i nomi è stato affidato all'Unione Astronomica Internazionale fin dalla scoperta del pianeta nano, avvenuta nel 1930.
Tutte le strutture di Plutone hanno nomi di divinità o posti degli Inferi, di persone che si sono occupate di oggetti transnettuniani o di esploratori.
La tabella indica il tipo di nome assegnato per i vari tipi di strutture.
| Tipo di strutture                 | Origine dei nomi loro assegnati                                                          |
| --------------------------------- | ---------------------------------------------------------------------------------------- |
| Faculae, maculae e sulci          | Divinità e altro associato agli Inferi dalla mitologia, dalla letteratura e dal folklore |
| Cavi, dorsa, lacus e paterae      | Nomi di cose e luoghi legati agli Inferi                                                 |
| Fluctus, fossae e valles          | Eroi e altri esploratori degli Inferi                                                    |
| Crateri e regiones                | Scienziati ed ingegneri collegati a Plutone e altri oggetti della Fascia di Kuiper       |
| Colles, linae, planitiae e terrae | Sonde e missioni spaziali pionieristiche                                                 |
| Montes, paludes e rupes           | Nomi di esploratori della Terra, dei mari e dei cieli                                    |